# 杉本姉妹
杉本姉妹（すぎもとしまい）とは、日本の姉妹ダンスユニットである。姉の杉本リノと、妹の杉本チカがユニットを組んでいる。

## 概要
1992年に姉妹である二人がダンスユニット『杉本姉妹』を結成する。数々のダンスコンテストに出場し、実績と存在感を重ねることと併せて、クラブイベントやテレビ番組などを始めとするメディアにも活動領域を広げている。2007年11月には『Good Go』でCDデビューも果たし、同年大晦日には台湾でカウントダウンライブを行っている。

## メンバー プロフィール
福井県出身。
杉本リノ（姉）
1984年8月9日生まれ、立ち位置は向かって左。
杉本チカ（妹）
1987年3月4日生まれ、立ち位置は向かって右。

## 出演

### TV
- 少年チャンプル（2005年）
- スーパーチャンプル（2006年〜）

## CD

### シングル
- Good Go（2007年11月28日、Aer-born）
  1. Good Go
    - 日本テレビ系「スーパーチャンプル」2007年12月度エンディングテーマ

  2. one two three
- Good Go（全国盤）（2008年2月20日、Aer-born）
 ZIP-FMでのヒットをきっかけに発売された全国盤
  1. Good Go
  2. one two three
  3. going Crazy
- Get On Up（2008年5月21日、Aer-born）
  1. Get On Up
    - テレビアニメ『ネットゴーストPIPOPA』オープニングテーマ2

  2. 恋をしようよ
  3. D.A.N.C.E.
  4. So Far So Good.
  5. Get On Up（instrumental）
- Super Survivor（2008年9月17日、Aer-born）
  1. Super Survivor
    - 日本テレビ系『ニッポン縦断おかず発見!ルート88』2008年9月度エンディングテーマ

  2. 海までDash!
  3. アメガハレタラ
  4. Super Survivor（Extended Mix）